# لومجنگ
لومجنگ (اندونزیایی: Lumajang) شهری در استان جاوه شرقی کشور اندونزی است. جمعیت این شهر بر اساس سرشماری سال ۱۹۹۰ میلادی، ۶۹٫۵۵۱ نفر و بر اساس سرشماری سال ۲۰۰۰ میلادی، ۱۰۳٫۳۳۶ بوده که در سال ۲۰۰۷ میلادی به ۱۳۲٫۷۶۹ نفر افزایش یافته‌است.